# 素朴镇
素朴镇，是中华人民共和国贵州省毕节市黔西市下辖的一个乡镇级行政单位。

## 行政区划
素朴镇下辖以下地区：
素朴社区、学堂村、石堡村、大坝村、索风村、营山村、高坎村、新强村、糖坊村、灵博村、牛场村、衙院村、龙井村、新龙村、江龙村、马路村、百花箐村、古胜村、屯江村、和平村、棉花村、金江村和塘山村。